# Black Market
Black Market is een muziekalbum dat in 1976 werd uitgebracht door de Amerikaanse jazzrock-formatie Weather Report.
Dit album wordt samen met hun volgende album Heavy Weather (1977) beschouwd als een van de mijlpalen in de geschiedenis van de jazzrock. Het is tevens het eerste album van de band waar de legendarische basgitarist Jaco Pastorius op is te horen. Hij volgde Alphonso Johnson op die de baspartijen van vijf nummers inspeelde maar de groep halverwege de opnamen verliet om bij Billy Cobham en George Duke te gaan spelen. Drummer Chester Thompson ging na de opnamen naar Genesis en werd opgevolgd door Alex Acuña.
In het eerste nummer Black Market speelt Joe Zawinul de melodie-partij met een synthesizer met 'omgekeerde' stemming. Hij experimenteerde hier al mee sinds hij in zijn jeugd accordeon leerde spelen, en beweerde dat hij door de stemming om te draaien in staat werd gesteld totaal nieuwe melodische concepten te ontwikkelen die met een normale stemming niet mogelijk waren.
Het tweede nummer, Cannon Ball, is een eerbetoon aan saxofonist Cannonball Adderley, in wiens kwintet Zawinul in de jaren zestig had gespeeld. Adderley was vier maanden voor de opnamen van Black Market overleden. Op Three Clowns bespeelt Wayne Shorter de Lyricon. Barbary Coast is de eerste compositie van Pastorius voor Weather Report. Herandnu, de compositie van Alphonso Johnson, is in elfkwartsmaat.

## Nummers
1. Black Market (J. Zawinul) – 6:28
2. Cannon Ball (J. Zawinul) – 4:36
3. Gibraltar (J. Zawinul) – 8:16
4. Elegant People (W. Shorter) – 5:03
5. Three Clowns (W. Shorter) – 3:31
6. Barbary Coast (J. Pastorius) – 3:19
7. Herandnu (A. Johnson) – 6:36

## Musici
- Joe Zawinul — ARP 2600 synthesizer, Fender Rhodes, piano, Oberheim synthesizer
- Wayne Shorter — saxofoons, Lyricon op track 5
- Alphonso Johnson — basgitaar (tracks 1, 3, 4, 5 en 7)
- Jaco Pastorius — basgitaar (tracks 2 en 6)
- Chester Thompson — drums (tracks 3-7)
- Narada Michael Walden — drums (tracks 1-2)
- Don Alias — percussie (tracks 1 en 6)
- Alex Acuña — percussie (tracks 2-5 en 7)